# Die Siffer
Die Siffer ist eine 1994 in Marbach am Neckar gegründete Deutschpunk-Band.

## Bandgeschichte
Die Siffer gründeten sich 1994 um Christoph „Kiko“ Neumeyer (Gesang, Gitarre, Bass), Fabian „Fab“ Friedl (Schlagzeug, Gesang) und Wolfram „g.ram“ Berner (Bass, Gitarre). Ihren Stil, einen Mix aus Deutschpunk mit Popmelodien, den Ärzten nicht ganz unähnlich, bezeichnen sie als „hartchorpop“.
Nach einer Reihe von Eigenveröffentlichungen erschien 2005 bei Nix-Gut Records das Album Nazis ham ’ne Scheißfrisur, das sich um die 10.000 mal verkaufte. Das dazugehörige Logo mit einem durchgestrichenen Hitlerscheitel und Hitlerbärtchen erlangte in der Punkszene Kultstatus. 2008 folgte das Album Viel Lärm um nichts. Parallel erschien der von der Band herausgegebene Punk-Sampler Parolen, Pogo & Promille.
Am 19. Januar 2018 erschien das Album Vierundzwanzig über Riot77/Calygram.

## Diskografie
Alben
- 1998: Idioten dieser Welt (Eigenproduktion)
- 1999: Der Busfahrer und sein Kind (MC, Eigenproduktion)
- 2000: Pony im Kleid (Eigenproduktion)
- 2002: Weites Feld (Eigenproduktion)
- 2004: 10 Jahre hinter der Vernunft (Eigenproduktion)
- 2005: Nazis ham ’ne Scheißfrisur (Nix-Gut Records)
- 2008: Viel nichts um Lärm (Nix-Gut Records)
- 2018: Vierundzwanzig (Riot77 / Calygram)

Singles und EPs
- 2004: Energiesparmodus (Unplugged-EP, Eigenproduktion)
- 2005: Urinstinkt (12’’-EP/MCD, Eigenproduktion)
- 2006: Trennungsschmerz-Überwältigungssongsingle (Maxi-CD)
- 2010: Licht am Horizont (Nix-Gut Records)

Samplerbeiträge
- 2003: Hey Baby und Zülinderkopf auf The Kids Wanna Rock Volume 1 (3chords)
- 2004: Punkweizen auf A Call from the Underground (Jag-M)
- 2005: Männer weinen nicht auf G.R.U.N.Z. Ludwigsburg - CD Sampler Vol 3 (Jugendförderung Ludwigsburg)
- 2006: Kaserne auf Chaos, Bier + Anarchie 4 (Nix-Gut Records)
- 2006: Verdächtig prächtig auf Punk - Das Ist Unser Kult! Vol. I (Nix-Gut Records)
- 2009: Keine Chance auf Na Endlich! A Tribute To Soilent Grün (Evil Killing Records)
- 2009: Koalition des Stillstands auf Schlachtrufe BRD IX (Nix-Gut Records)
- 2009: Das mag ich nicht, Alles auf Rock und Was du willst auf Parolen, Pogo & Promille (Nix-Gut Records)
- 2011: Pest oder Pocken auf Chaos, Bier und Anarchie 5 (Nix-Gut Records)